# Lijst van voetbalinterlands Benin - Rwanda
Deze lijst van voetbalinterlands is een overzicht van alle officiële voetbalwedstrijden tussen de nationale teams van Benin en Rwanda. De Afrikaanse landen speelden tot op heden negen keer tegen elkaar. De eerste ontmoeting, een kwalificatiewedstrijd voor de Afrika Cup 2012, werd gespeeld op 9 oktober 2010 in Kigali. Het laatste duel, een kwalificatiewedstrijd voor de Afrika Cup 2025, vond plaats in de Rwandese hoofdstad op 15 oktober 2024.

## Wedstrijden
| № | Plaats     | Datum            | Competitie                   | Wedstrijd      | Uitslag |
| - | ---------- | ---------------- | ---------------------------- | -------------- | ------- |
| 1 | Kigali     | 9 oktober 2010   | Afrika Cup 2012 kwalificatie | Rwanda – Benin | 0 – 3   |
| 2 | Cotonou    | 9 oktober 2011   | Afrika Cup 2012 kwalificatie | Benin – Rwanda | 0 – 1   |
| 3 | Kigali     | 10 juni 2012     | WK 2014 kwalificatie         | Rwanda – Benin | 1 – 1   |
| 4 | Porto-Novo | 8 september 2013 | WK 2014 kwalificatie         | Benin − Rwanda | 2 − 0   |
| 5 | Cotonou    | 22 maart 2023    | Afrika Cup 2023 kwalificatie | Benin − Rwanda | 1 − 1   |
| 6 | Kigali     | 29 maart 2023    | Afrika Cup 2023 kwalificatie | Rwanda − Benin | 0 − 3   |
| 7 | Abidjan    | 6 juni 2024      | WK 2026 kwalificatie         | Benin − Rwanda | 1 − 0   |
| 8 | Abidjan    | 11 oktober 2024  | Afrika Cup 2025 kwalificatie | Benin − Rwanda | 3 − 0   |
| 9 | Kigali     | 15 oktober 2024  | Afrika Cup 2025 kwalificatie | Rwanda − Benin | 2 − 1   |

## Samenvatting
| Competitie              | Totaal gespeeld | Winst Benin | Gelijk | Winst Rwanda | Doelsaldo Benin – Rwanda |
| ----------------------- | --------------- | ----------- | ------ | ------------ | ------------------------ |
| WK-kwalificatie         | 3               | 2           | 1      | 0            | 4 − 1                    |
| Afrika Cup-kwalificatie | 6               | 3           | 1      | 2            | 11 − 4                   |
| Totaal                  | 12              | 5           | 2      | 5            | 15 − 5                   |

Wedstrijden bepaald door strafschoppen worden, in lijn met de FIFA, als een gelijkspel gerekend.
FBF · 
Benins vrouwenelftal · Olympisch elftal
Algerije ·
Angola ·
Burkina Faso ·
Burundi ·
Congo-Brazzaville ·
Congo-Kinshasa ·
Egypte ·
Equatoriaal-Guinea ·
Ethiopië ·
Gabon ·
Gambia ·
Ghana ·
Guinee ·
Guinee-Bissau ·
Ivoorkust ·
Kameroen ·
Lesotho ·
Liberia ·
Libië ·
Madagaskar ·
Malawi ·
Mali ·
Marokko ·
Mauritanië ·
Mozambique ·
Namibië ·
Niger ·
Nigeria ·
Oeganda ·
Oman ·
Rwanda ·
Sao Tomé en Principe ·
Senegal ·
Sierra Leone ·
Soedan ·
Tanzania ·
Togo ·
Tsjaad ·
Tunesië ·
Verenigde Arabische Emiraten ·
Zambia ·
Zimbabwe ·
Zuid-Afrika ·
Zuid-Soedan
FERWAFA · Rwandees vrouwenelftal
1976 – 1989 · 
1990 – 1999 · 
2000 – 2009 · 
2010 – 2019 ·
2020 − 2029
Algerije ·
Angola ·
Benin ·
Botswana ·
Burundi ·
Centraal-Afrikaanse Republiek ·
Congo-Brazzaville ·
Congo-Kinshasa ·
Djibouti ·
Egypte ·
Equatoriaal-Guinea ·
Eritrea ·
Ethiopië ·
Gabon ·
Ghana ·
Guinee ·
Ivoorkust ·
Kaapverdië ·
Kameroen ·
Kenia ·
Lesotho ·
Liberia ·
Libië ·
Madagaskar ·
Malawi ·
Mali ·
Marokko ·
Mauritanië ·
Mauritius ·
Mozambique ·
Namibië ·
Nigeria ·
Oeganda ·
Senegal ·
Seychellen ·
Soedan ·
Somalië ·
Tanzania ·
Togo ·
Tunesië ·
Zambia ·
Zimbabwe ·
Zuid-Afrika ·
Zuid-Soedan